# ZOA

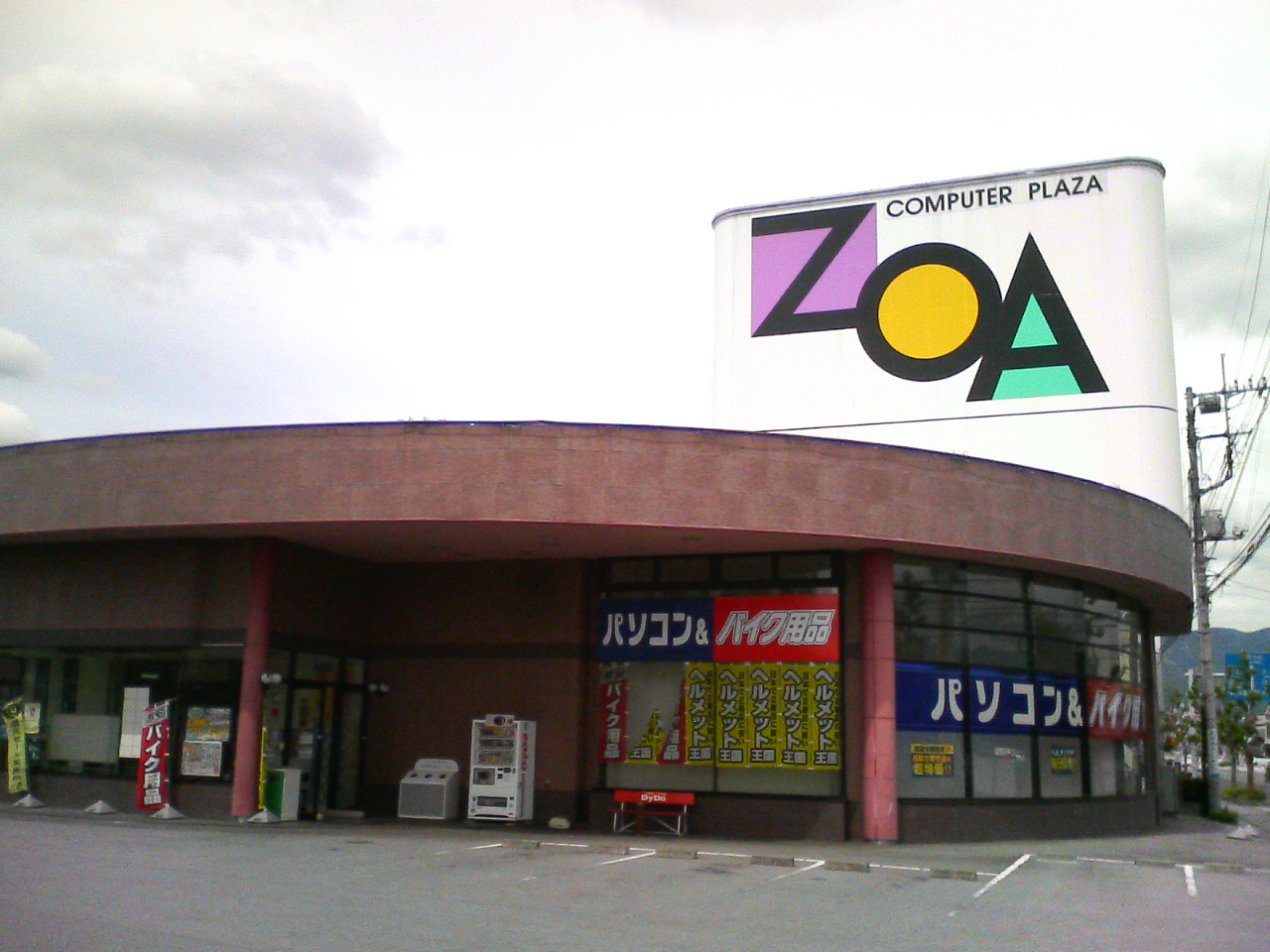
ZOAの店舗例

株式会社ZOA（ゾア、英: ZOA CORPORATION）は、パソコンショップやバイク用品店などを運営する小売業者。店舗によってはパソコン用品とバイク用品の両方を扱っている店もある。2001年にダイワボウ情報システムの子会社になって以降（2005年からは関連会社）ダイワボウホールディングスとの関連が深い。
本社所在地は静岡県沼津市大諏訪719。東京証券取引所スタンダード市場上場（証券コード3375）。

## 店舗
- コンピュータプラザ ZOA（パソコンショップ） - 秋葉原で二番目に安い店を標榜していた。
- パワーマート OAナガシマ（パソコンショップ）
- パソコンの館（パソコンショップ）
- BYQ‐PLAZA（バイク用品店）

## 沿革
- 1984年4月27日 ‐ 静岡県沼津市にナガシマ情報通信株式会社を設立。
- 2001年11月1日 ‐ ダイワボウ情報システムの子会社になると同時に、同社子会社のディーアイエス情報機器販売株式会社の株式を取得し100%子会社とする。登記上の本社を大阪市中央区に移転。
- 2002年4月1日 ‐ ディーアイエス情報機器販売株式会社を吸収合併し、「パソコンの館」の事業を承継。ディーアイエスナガシマ株式会社に社名を変更。
- 2004年10月1日 ‐ 株式会社ZOAに社名を変更。
- 2005年6月17日 ‐ ジャスダック市場に上場。ダイワボウ情報システムによる保有株式比率の低下により、子会社から関連会社となる。
- 2005年6月27日 ‐ 本社登記を大阪市中央区から沼津市に戻す。
- 2013年8月3日 ‐ 代表取締役社長であった長嶋豊が逝去。
- 2013年8月7日 ‐ 取締役会にて代表取締役社長に伊井一史が就任。